# Ernest Bai Koroma
Ernest Bai Koroma (Makeni, 2 ottobre 1953) è un imprenditore e politico sierraleonese, presidente della Sierra Leone dal settembre 2007 all'aprile 2018.

## Biografia
Sposato, con due figli, di professione assicuratore, nel 2002 diventa leader del All People's Congress.
Viene eletto presidente della Repubblica in occasione delle elezioni presidenziali del 2007, quando, col 54,6% dei voti, sconfigge al ballottaggio il vicepresidente uscente Solomon Berewa, sostenuto dal Partito del Popolo di Sierra Leone (SLPP). Koroma succede dunque ad Ahmad Tejan Kabbah che, avendo raggiunto il limite dei due mandati consecutivi, non poteva più essere rieletto.
Viene riconfermato presidente alle successive elezioni presidenziali del 2012, in cui ottiene il 58,7% dei voti contro il 37,4% di Julius Maada Bio, designato dall'SLPP.
Nel dicembre 2023, Ernest Bay Koroma è stato posto agli arresti domiciliari dopo due giorni di interrogatorio a seguito di eventi accaduti il 26 novembre 2023 durante le manifestazioni, descritte come un tentativo di colpo di stato da parte delle autorità della Sierra Leone.